# 王又曾 (清朝诗人)
王又曾（1706年—1762年），号谷原，浙江嘉兴人，清朝诗人，秀水诗派的代表人物之一。

## 生平
乾隆十九年（1754年），考中进士，官至刑部主事。诗歌上与同乡万光泰、祝维诰相唱和。

## 著作
- 《丁辛老屋集》，二十卷。

## 评论
- 钱锺书在其《谈艺录》中称赞王又曾诗歌造诣：“轻清爽利，律体以散为偶，于排比中见游行自在，靳响相同。如《经天姥寺》云：‘天姥峰阴天姥寺，竹房涧户窃然通。老僧敲磐雨声外，危坐诵经云气中。禅榻茶烟成风世，天鸡海日又春风。回头却忆十年梦，梦与山东李白同。’”
- 《清史稿·钱载传》：“……论诗宗黄庭坚，谓当辞必己出，不主故常。载初与定交，晚登第，乃为门下门生；诗亦宗庭坚，险入横出，崭然成一家。同县王又曾、万光泰辈相与唱酬，号秀水派。”
- 《山西广灵县名宦朱君事状》作者钱仪吉言：“本朝自君家竹垞太史名重海内，世谓秀水派，乾隆间吾从父箨石（钱载）先生父子、汪厚石（孟鋗）、桐石（仲鈖）兄弟及王谷原（又曾）孝廉、万柘坡（光泰）诸先生振兴古学，君与同里蒋先生元龙及寓公戚先生芸生，皆学诗于箨石先生……”